# Tortula fiorii
Tortula fiorii là một loài Rêu trong họ Pottiaceae. Loài này được (Venturi) G. Roth miêu tả khoa học đầu tiên năm 1904.